# North Union (St. Vincent)
North Union ist ein Ort auf der Insel St. Vincent, die dem Staat St. Vincent und die Grenadinen angehört. Der Ort liegt an der Ostküste der Insel und gehört zum Parish Charlotte.